# Ladislav Pavlovič
Ladislav Pavlovič (Prešov, 8 aprile 1926 – Prešov, 28 gennaio 2013) è stato un calciatore cecoslovacco.

## Palmarès

### Individuale
- Capocannoniere del campionato cecoslovacco: 2

1960-1961 (17 gol, a pari merito con Rudolf Kučera), 1963-1964 (21 gol)